# Via Dolorosa

La Via Dolorosa (en français : « chemin de la Souffrance » ; en arabe : طريق الآلام ; en hébreu : ויה_דולורוזה)[pas clair] est une rue de la vieille ville de Jérusalem. 
Considérée traditionnellement comme le chemin suivi par Jésus entre le lieu de sa condamnation par Ponce Pilate et le lieu de sa crucifixion, il s'agit d'un lieu de pèlerinage très important pour les chrétiens. Il est cependant probable que le chemin réellement suivi par Jésus ne corresponde pas à cette rue.

## Localisation

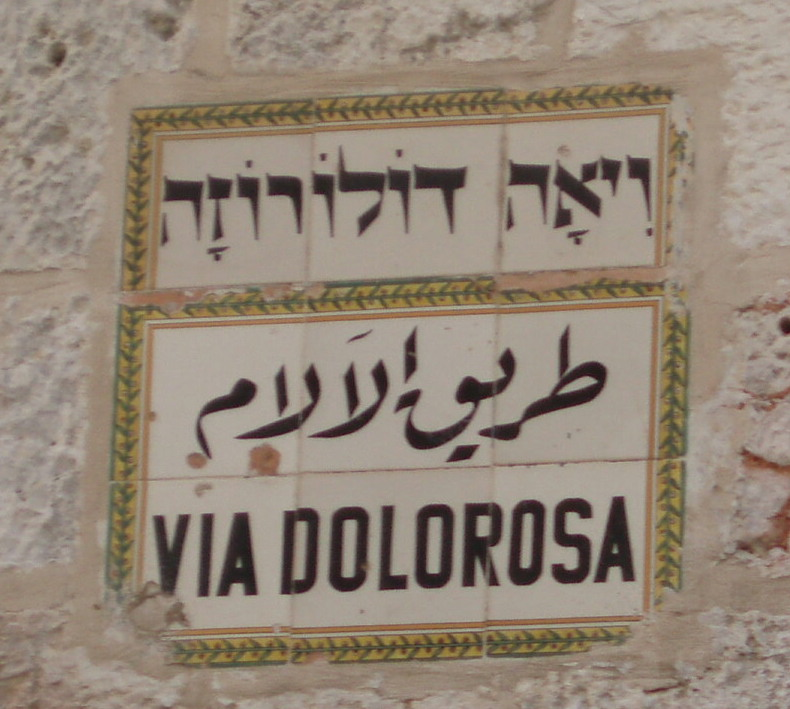
Plaque de rue signalant en hébreu, en arabe et en latin la Via Dolorosa.

Le parcours traditionnel, située entre les quartiers musulman et chrétien de la vieille ville, débute juste à l'intérieur de la porte des Lions (porte saint Étienne), à l'école primaire musulmane Umariya (ou el-Omariye), près du lieu où la tradition situait le prétoire de Ponce Pilate. Il part vers l'ouest à travers la vieille ville jusqu'à l'église du Saint-Sépulcre. 
Bien que les rues de Jérusalem soient généralement signalées en anglais, en hébreu et en arabe, dans le cas de cette rue,  on trouve la formule en latin Via Dolorosa.

## Origine du nom
Selon la tradition chrétienne, c'est le chemin que Jésus a été contraint de suivre en portant la croix de son supplice, ce qui constituait déjà une épreuve douloureuse. 
Ce chemin est reproduit dans tout le monde chrétien par les chemins de croix et leurs quatorze stations.

## Historique

### LaVia Dolorosades premiers chrétiens

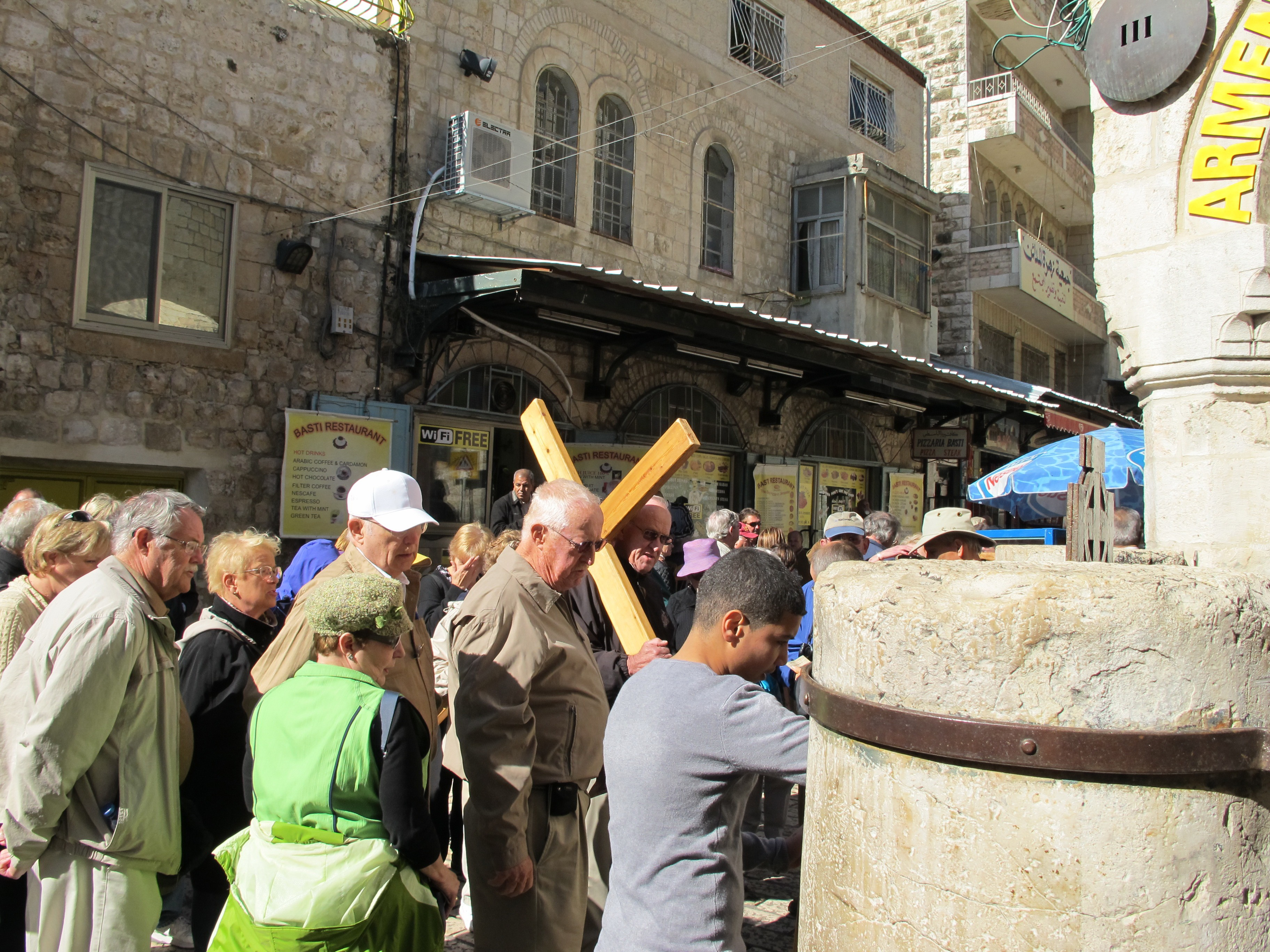
Procession sur la Via Dolorosa, 2011.

Les premiers chrétiens pensaient[réf. nécessaire] que Ponce Pilate résidait dans la forteresse Antonia lorsqu’il venait à Jérusalem et par conséquent que c'était là qu’il rendait la justice. Selon eux la Via Dolorosa partait de cette forteresse et traversait la vieille ville pour finir au Golgotha.

### Le chemin traditionnel

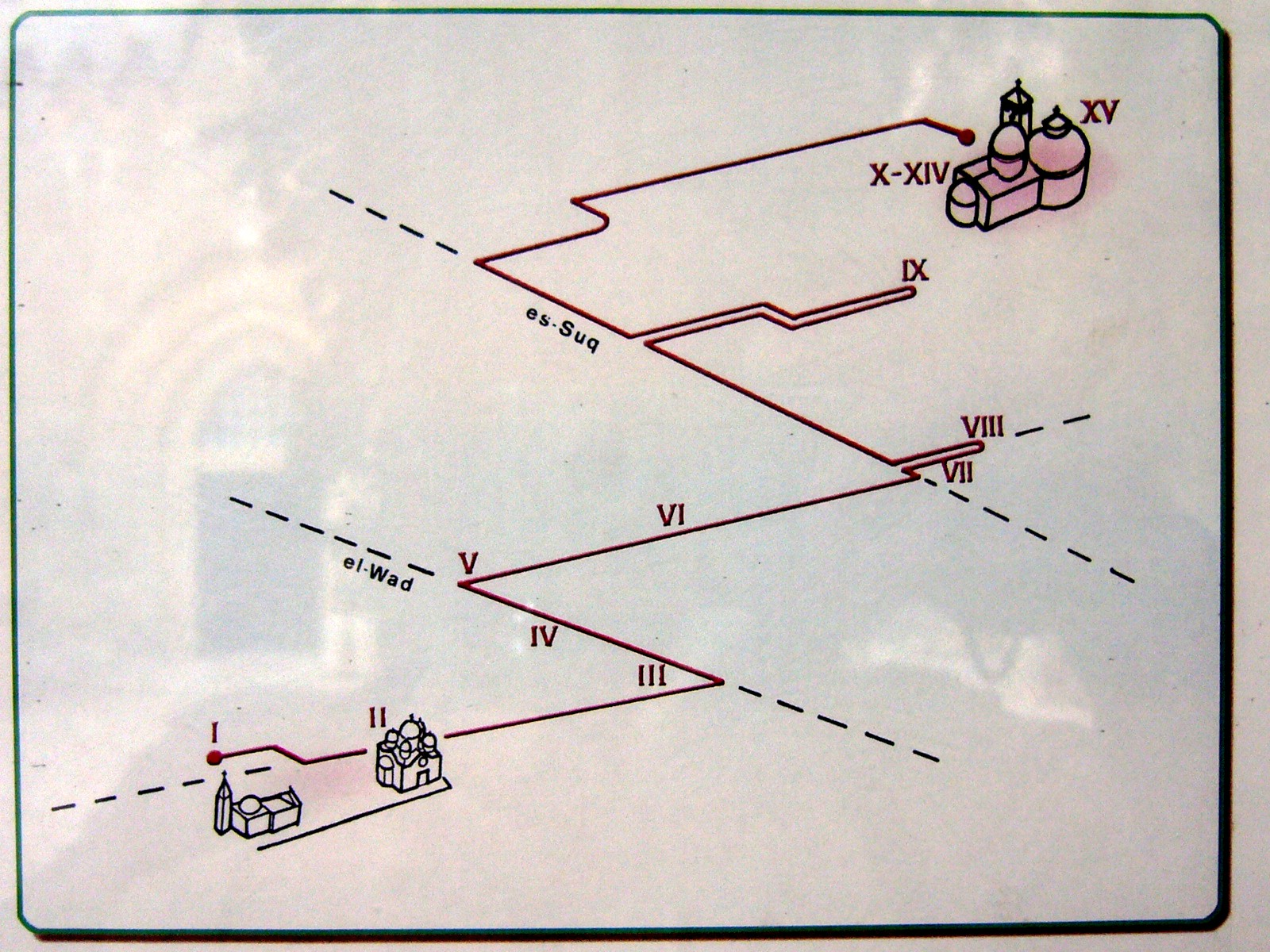
Plan de la Via Dolorosa avec ses stations I à XV.

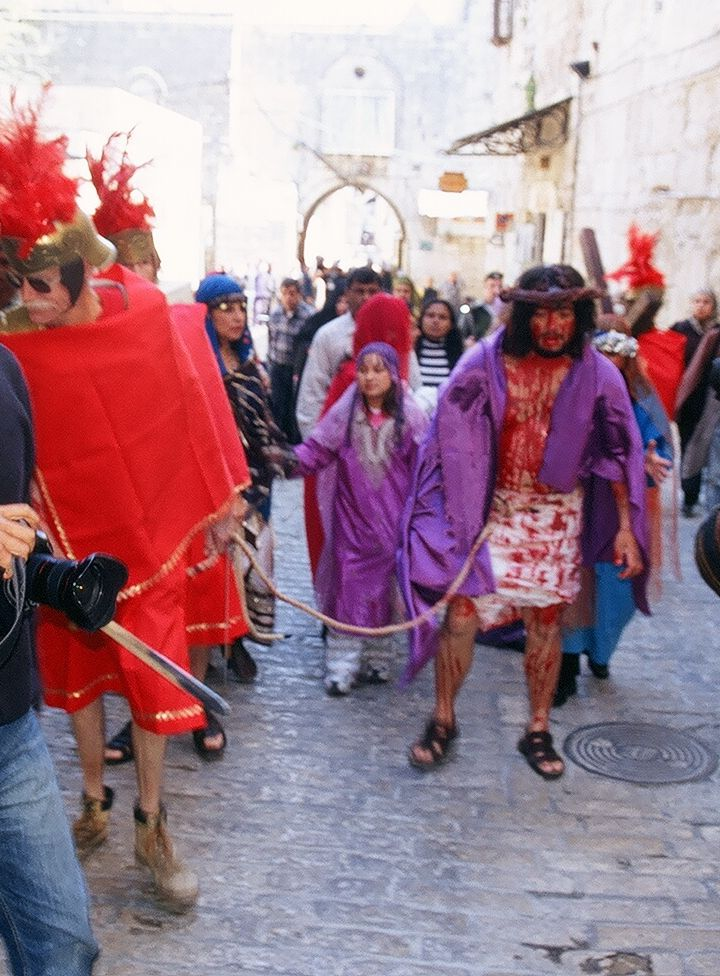
Procession sur la Via Dolorosa à Jérusalem, 2005.

Ce parcours tire son origine d'une procession organisée par les franciscains au XIVe siècle. L'emplacement des quatorze stations n'a aucune validité historique et est symbolique. Seulement deux stations de Jésus sont rapportées dans les évangiles (la rencontre avec le passant Simon de Cyrène et la rencontre avec le groupe de femmes pieuses de Jérusalem). Les autres provenant de traditions ultérieures.

### Chemins concurrents
Le pèlerinage sur le chemin de la douleur se développe au IVe siècle à la suite de la conversion de Constantin qui entraîne la christianisation de l'Empire. Les pèlerins n'effectuent aucune halte à cette époque. Au début de l'époque byzantine, le parcours est proche de l'actuel mais comporte moins de stations. Au VIIIe siècle, plusieurs arrêts s'effectuent au cours du trajet notamment le long de la partie sud de la vieille ville, à la maison de Caïphe, sur le mont Sion, au Prætorium puis enfin à l'Église du Saint-Sépulcre. Selon les périodes, le parcours se modifie et le nombre de stations varie de 7 à 18. Les conflits entre les différentes confessions chrétiennes qui veulent une station dans leurs sanctuaires afin d'y favoriser les pèlerinages et les dons, expliquent en grande partie la création de chemins concurrents. Les franciscains organisent le pèlerinage à partir du XIVe siècle avec huit stations. Ils concentrent progressivement les stations entre l'église du saint-Sépulcre et le prétoire de Pilate, stations qui suscitent le plus d'intérêt chez les pèlerins. Sous l'influence des chemins de croix européens qui en comportaient quatorze, le tracé du chemin actuel est fixé au XVIIIe siècle mais certains stations (1, 4, 5, 8) ne reçoivent leur emplacement qu'au XIXe siècle.
Vestige de cette concurrence, la procession actuelle du Jeudi saint byzantin commence du haut du mont des Oliviers, s'arrête dans les jardins de Gethsémani, entre dans la vieille ville par la porte des Lions et suit approximativement le trajet actuel en direction de l'église du Saint-Sépulcre.

### Le point de vue des historiens actuels
La plupart des historiens modernes contestent cette version car la forteresse Antonia était une caserne au confort limité, incompatible avec les exigences d’un préfet romain. Il est probable que sa résidence à Jérusalem était en fait le palais du roi Hérode le Grand, qui jouxtait la muraille de Jérusalem.
Ponce Pilate y rendait la justice sur une estrade installée sur une petite esplanade pouvant accueillir la foule. 
Le chemin qu'a suivi Jésus partait donc du palais d'Hérode et sortait très vite de la vieille ville, sans la traverser, pour aboutir au Golgotha.

## Les neuf stations du chemin de croix de laVia Dolorosa
Ce chemin d'une longueur d'environ 500 mètres est marqué par neuf des quatorze stations du chemin de croix. Les cinq dernières se trouvent à l'intérieur de l'église du Saint-Sépulcre. 
Station I
La première station correspond traditionnellement au prétoire où Ponce Pilate interroge puis prononce la sentence de mort contre Jésus-Christ et où commence sa Passion (Jean XIX 1-2-3). Une tradition moderne veut que le prétoire se trouvait dans la forteresse Antonia mais elle est fondée sur l'hypothèse erronée qu'une zone de dalles romaines, découverte sous la chapelle de la Condamnation et la basilique de l'Ecce Homo,  était le Lithostrôtos. Les recherches archéologique actuelles indiquent que ces dalles sont le pavage oriental du forum du IIe siècle, construit par Hadrien dans le cadre de la construction d'Ælia Capitolina. Le Prétoire était en fait probablement situé dans l'ancien palais d'Hérode (en) (la « Citadelle »), situé à l'autre bout de la vieille ville près de l'actuelle porte de Jaffa. Du temps des croisés, les templiers érigent sur le site de la forteresse une « chapelle du Repos » (dont une partie du porche à dôme subsiste jusque dans les années 1920). Les Mamelouks y installent une madrasa où le gouverneur vit dans un prétoire, puis les Ottomans, de 1517 à 1917, des casernes et une prison, ce qui renforce la tradition chrétienne que c'est en ce lieu que se déroula le jugement de Jésus où se déroulaient les procès. Le lieu est reconverti en école coranique en 1923.
La première station est placée aujourd'hui 300 m après la porte des Lions, dans la cour de l'école musulmane el-Omariye, à l’angle nord-ouest de l’esplanade du Temple. L'accès de cette école coranique pour garçons n'est pas toujours autorisé (sauf parfois après les cours, de 15 h à 17 h).
C'est de la cour de cette madrasa, que tous les vendredis après-midi de mars à octobre (à 16 h, voire 15 h l'été) partent traditionnellement les processions menées par les moines franciscains. Elles sont escortées par des prêtres et précédées par quatre kawas, gardiens musulmans des lieux saints en uniforme ottoman traditionnel (large pantalon bleu, gilet brodé d'or et fez rouge) qui frappant le sol de leur bâton ferré pour faire place.

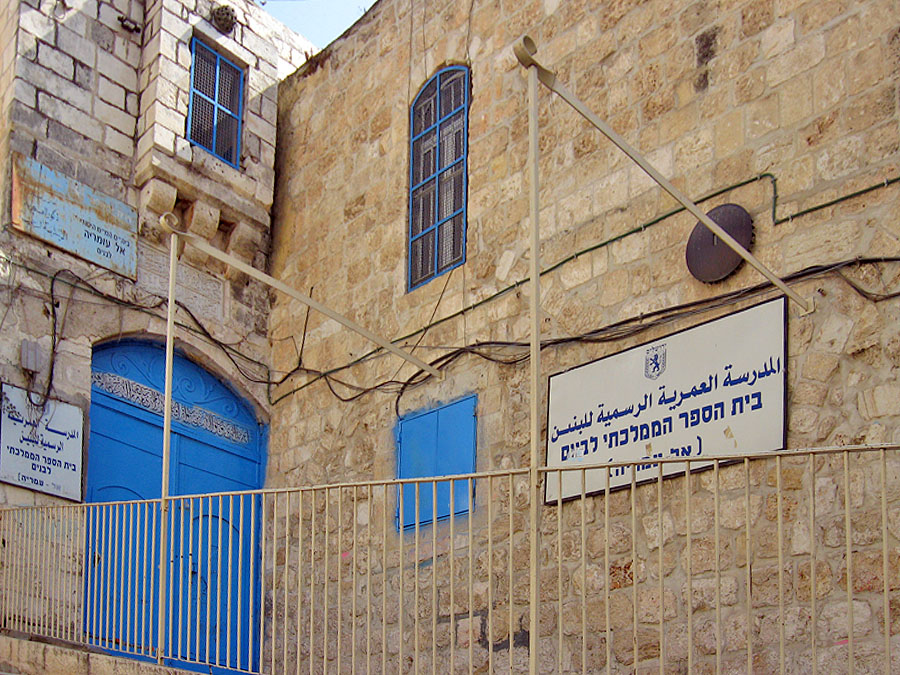
Une rampe mène à l'école musulmane el-Omariye.
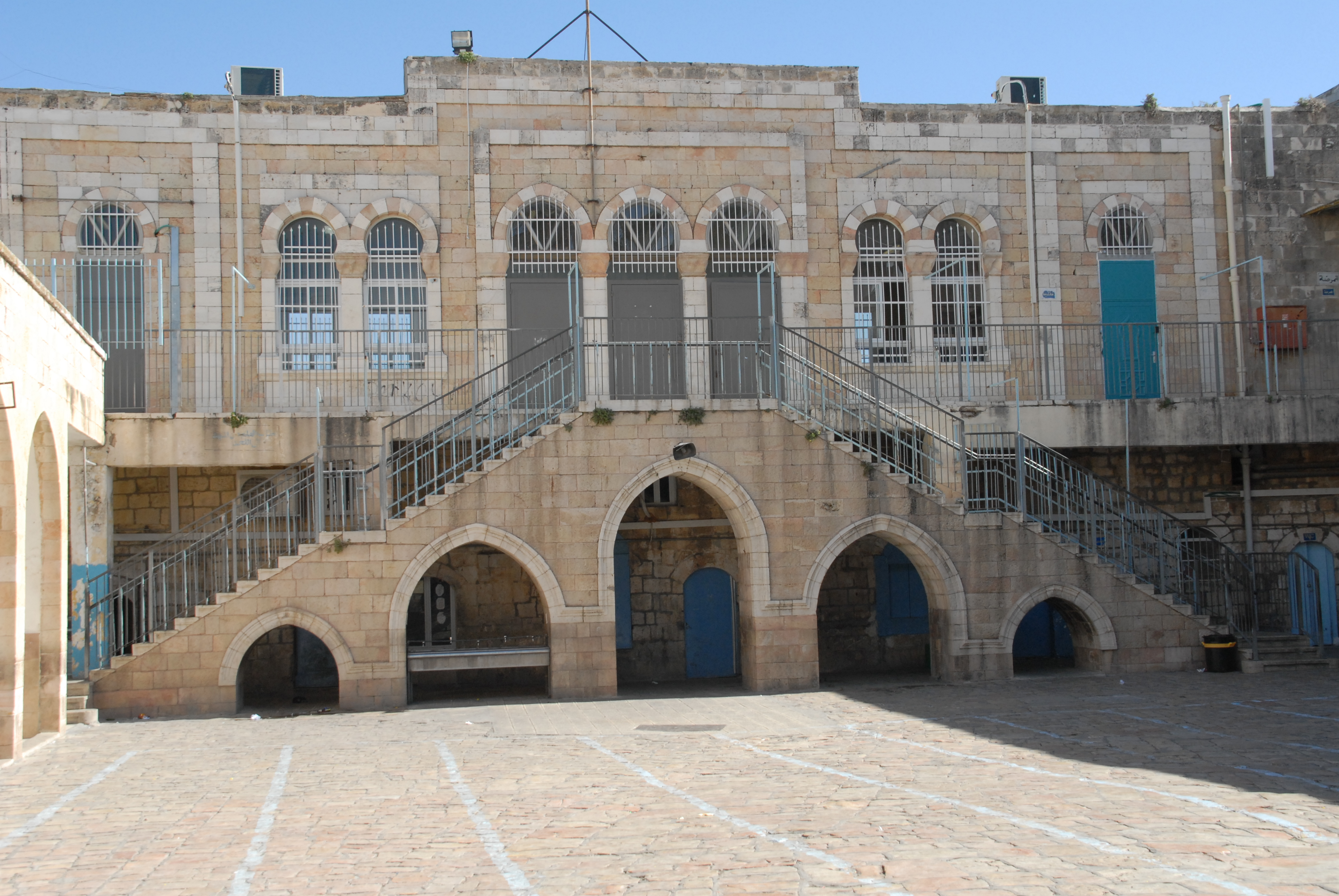
Cour de l'école.

Station II

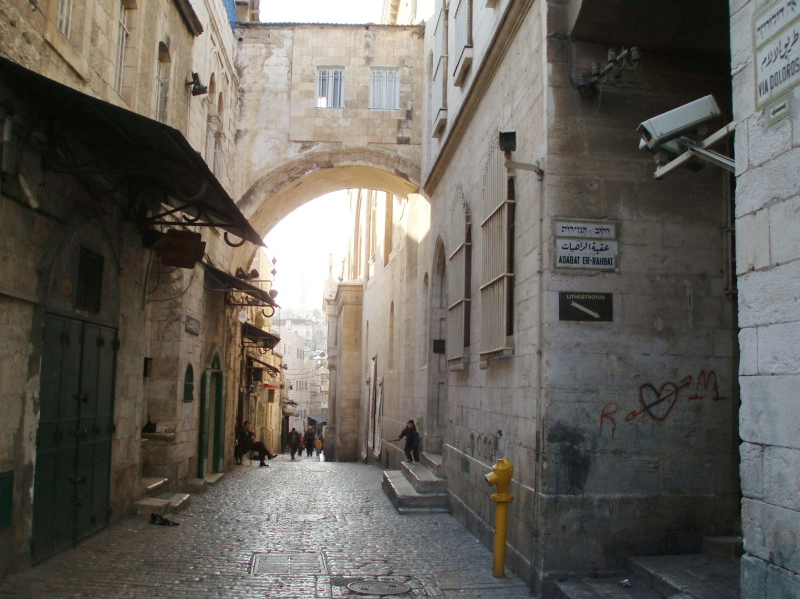
L'arc Ecce Homo, Jérusalem.

En face de l'école, de l'autre côté de la rue, se dresse le couvent de la Flagellation, complexe construit autour d’un vaste cloître acquis en 1867 par la Custodie franciscaine de Terre sainte et administré depuis par cette organisation. Une porte cochère marque l'entrée de la cour du couvent où se trouvent à l'est le sanctuaire de la Flagellation et à l'ouest celui de la Condamnation. Le monastère abrite le Studium Biblicum Franciscanum, société savante d'études bibliques et archéologiques dont le musée expose des objets découverts lors des fouilles des franciscains en Terre sainte.
La chapelle de la Flagellation est construite selon la tradition sur le lieu où Jésus fut moqué et flagellé par les soldats romains. L'emplacement de la deuxième station est indiqué sur le mur externe de la chapelle de la Condamnation et de l'Imposition de la croix longeant la Via Dolorosa. Selon une tradition, des dalles du sol de la chapelle de la Condamnation correspondent au Lithostrôtos. En réalité, les pèlerins ne pouvant pénétrer dans l'école musulmane el-Omariye, la tradition du jugement de Jésus par Pilate s'est transférée sur ce lieu.
La deuxième station est proche des vestiges d'une ancienne construction romaine connue aujourd'hui sous le nom d'arche Ecce Homo, en mémoire des mots prononcés par Pilate lorsqu'il montra Jésus à la foule. Cette porte triomphale située sur le côté oriental de la ville à l'époque fut érigée sous Hadrien en 135 ap. J.-C. célébrait la prise de Jérusalem. Seule l'arche centrale de cet édifice est visible aujourd'hui. La partie gauche de l'arc qui n'existe plus, faisait partie autrefois d'un monastère derviche islamique. La partie droite de l'arc de triomphe est toujours conservée et se trouve aujourd'hui à l'intérieur de l'église des Sœurs de Sion construite en 1857 par Alphonse Ratisbonne sur les vestiges de ruines anciennes, comme l'arc de triomphe romain pré-cité, une partie des fortifications et de la cour de la forteresse Antonia et les vestiges des pavés de la rue datant de l'Antiquité romaine, appelés aussi Lithostratus.
Sur certaines pierres on peut remarquer des traces anciennes de jeu de dés, rappelant la tradition des soldats romains jouant pour gagner les vêtements de Jésus. Il faut enfin faire mention de la piscine de Struthion, un ancien réservoir d'eau datant du IIe siècle av. J.-C., plus tard couvert par l'Empereur Hadrien.
Station III
Avant d'arriver à la troisième station, près du couvent des Sœurs de Sion (en), un monastère qui appartient au patriarcat orthodoxe grec prétend posséder la prison du Christ. Dans sa crypte, on y montre derrière des barreaux la cellule de Jésus, celles des larrons et de Barabbas mais cette tradition ne date que de 1911.
En descendant Al-Wad Road (« route de la Vallée »), le visiteur tombe sur la troisième station qui commémore la première chute de Christ sur le Via Dolorosa. L'endroit est marqué par une petite chapelle appartenant à l'Église catholique arménienne. Ce sanctuaire était à l'origine l'entrée d'un bain turc appelé « Hammam es Sultan ». Fermé au milieu du XIXe siècle, les Turcs cèdent le site à l'Église arménienne en 1858. La chapelle dispose d'une grande statue de Jésus portant une croix sur son dos, à genoux sur le plancher. Le drapeau de l'Arménie voltige près de la statue. Pendant la Seconde Guerre mondiale, des soldats catholiques polonais de l’armée Anders restés en Palestine ont reçu l'approbation des Arméniens catholiques à prier régulièrement à cet endroit. Pendant cette période, les soldats polonais ont contribué à la décoration de la chapelle et de sa rénovation jusqu'en 1947. Le sanctuaire est relié à un magasin de souvenirs situé dans les vestiges du bain turc et d'un passage à travers les chapelles souterraines à la quatrième station. Un bas-relief au-dessus de l’entrée, œuvre du sculpteur polonais Zieliensky, représente le Christ fléchissant sous le poids de la croix. Une peinture avec la même iconographie est au-dessus de l'autel.

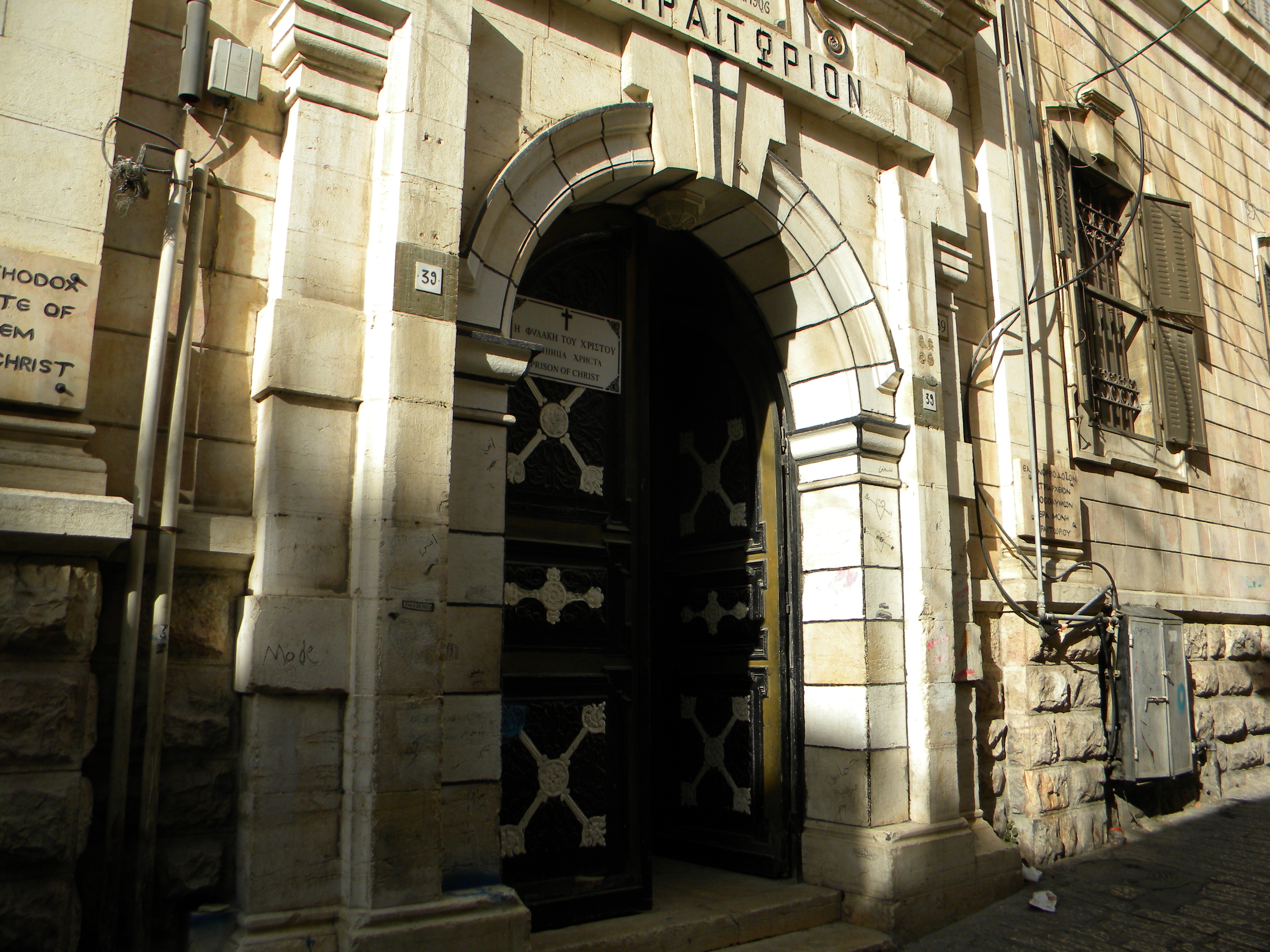
La prison du Christ, tradition concurrente avec celle de la maison de Caïphe et du Saint-Sépulcre.
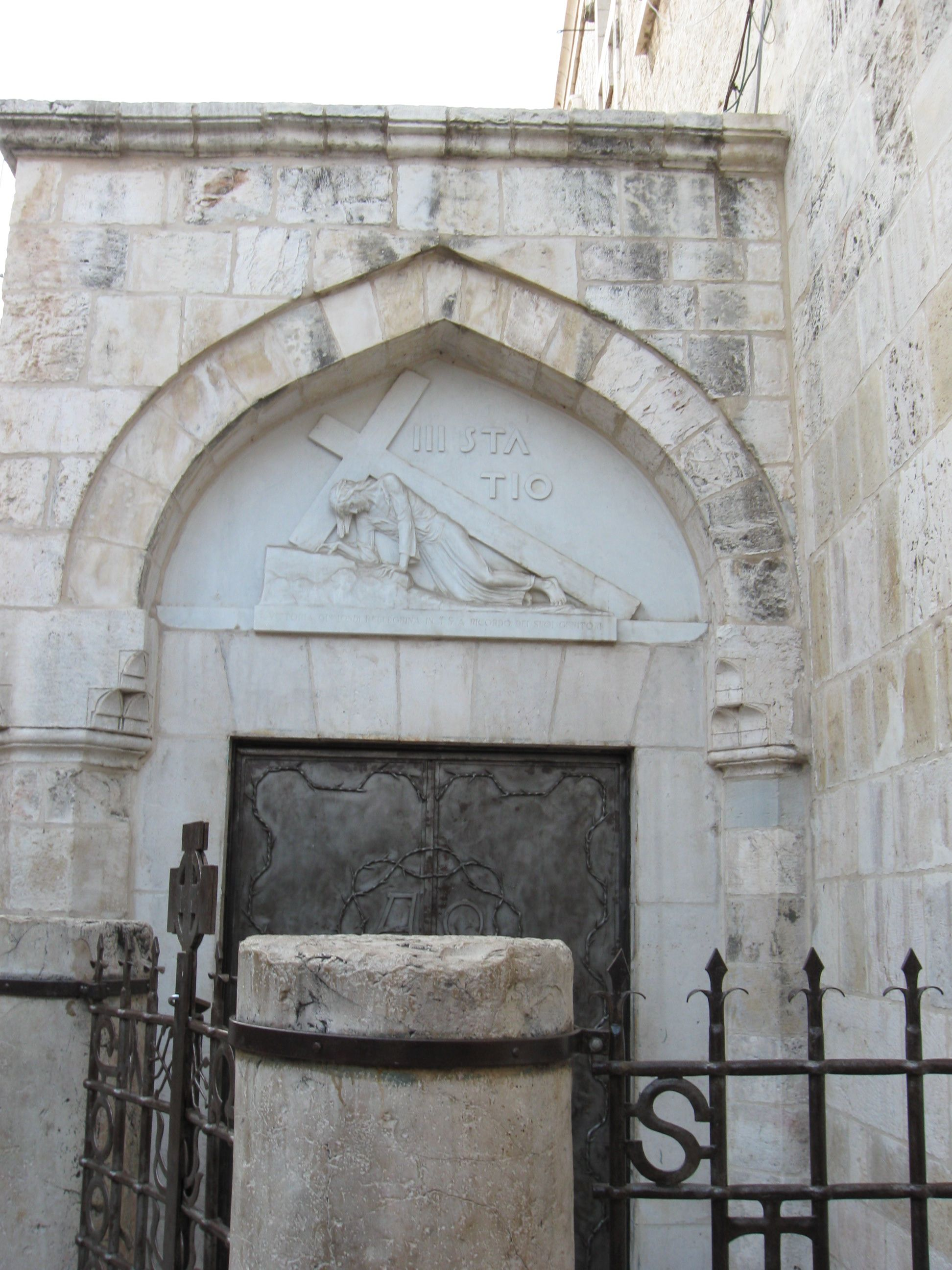
Chapelle de la troisième station.

Station IV

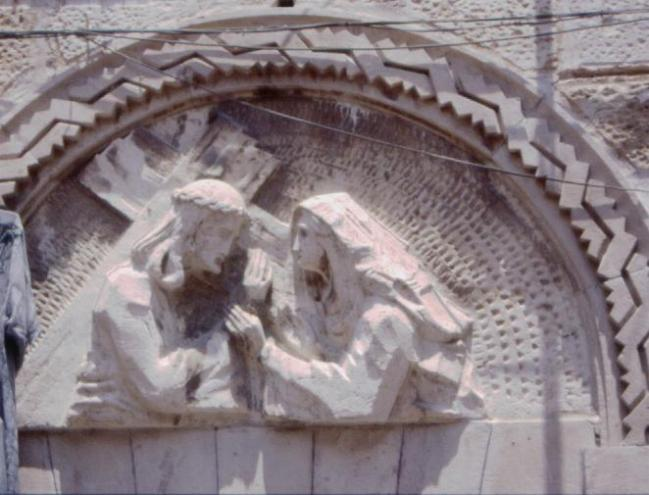
Le bas-relief de Zieliensky.

Il s'agit de l'église Notre-Dame du Spasme, construite afin d'y commémorer la rencontre de Marie et de son Fils portant la Croix. Si la tradition d'une halte en ce lieu est institutionnalisée depuis le XIIIe siècle, elle est certainement plus ancienne dans la mesure où il existe des vestiges d'une église byzantine. Les excavations nécessitées par la construction de l'église arménienne actuelle, ont mis au jour les restes d’un pavé byzantin en mosaïque du VIe siècle ou probablement du VIIe siècle et le dessin de deux sandales, ce qui permet d'asseoir la tradition bien que le lieu soit probablement à l'origine des thermes romains. On peut accéder à la crypte montrant ces vestiges par une boutique de souvenirs attachée à la troisième station.
Ce petit oratoire est surmonté d'un panneau entouré de frises (sculptées par l'artiste polonais Zieliensky) représentant deux semelles de sandales et symbolisant le lieu de la rencontre.
Station V
La cinquième station est au niveau d'une chapelle franciscaine. Cette chapelle est détruite par les Ottomans mais selon la tradition légendaire, la seule pierre intacte des ruines aurait gardé l'empreinte de la main gauche de Jésus (en réalité il s'agit d'une entaille dans une roche non taillée) lorsqu'il tomba et s’adossa au mur. En 1889, les franciscains récupèrent les lieux, construisent une nouvelle chapelle pour marquer le cinquième station et replacent la pierre avec l'empreinte à gauche de l'entrée. La chapelle a subi d'importants travaux de rénovation en 1982.
Une inscription sur l'architrave de la porte d'entrée (Simoni Cyrenæo Crux Imponitur) commémore la rencontre entre Jésus et Simon de Cyrène, à qui on a confié la charge de porter la lourde Croix du Christ au Golgotha (le Calvaire), le lieu de la Crucifixion. Mis à part Jean, cet épisode est rapporté par les Évangiles synoptiques et la tradition de ce lieu date du XIIIe siècle.
C'est à partir de cette station que la Via Dolorosa monte par degrés vers le Golgotha.

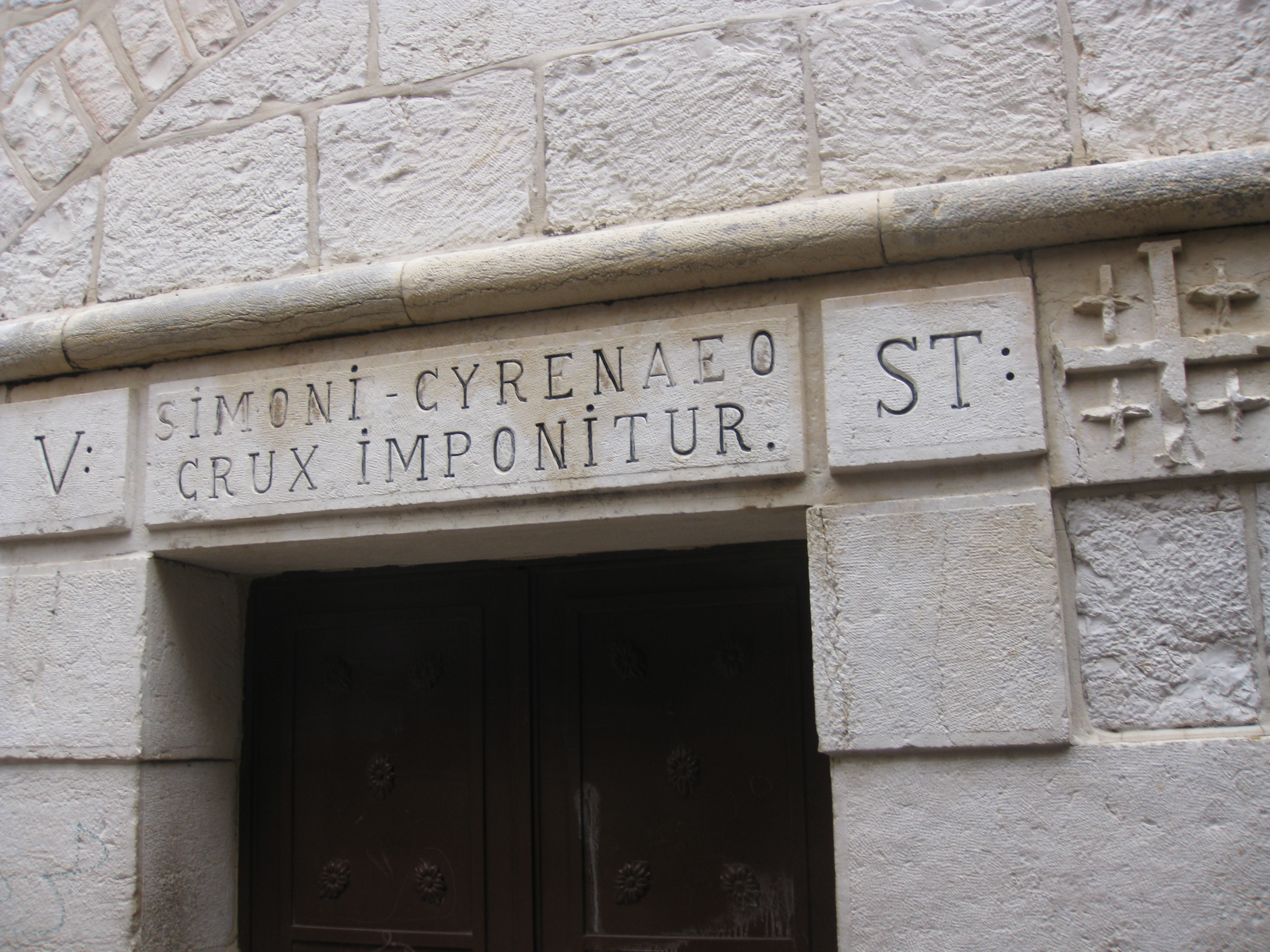
La station V.
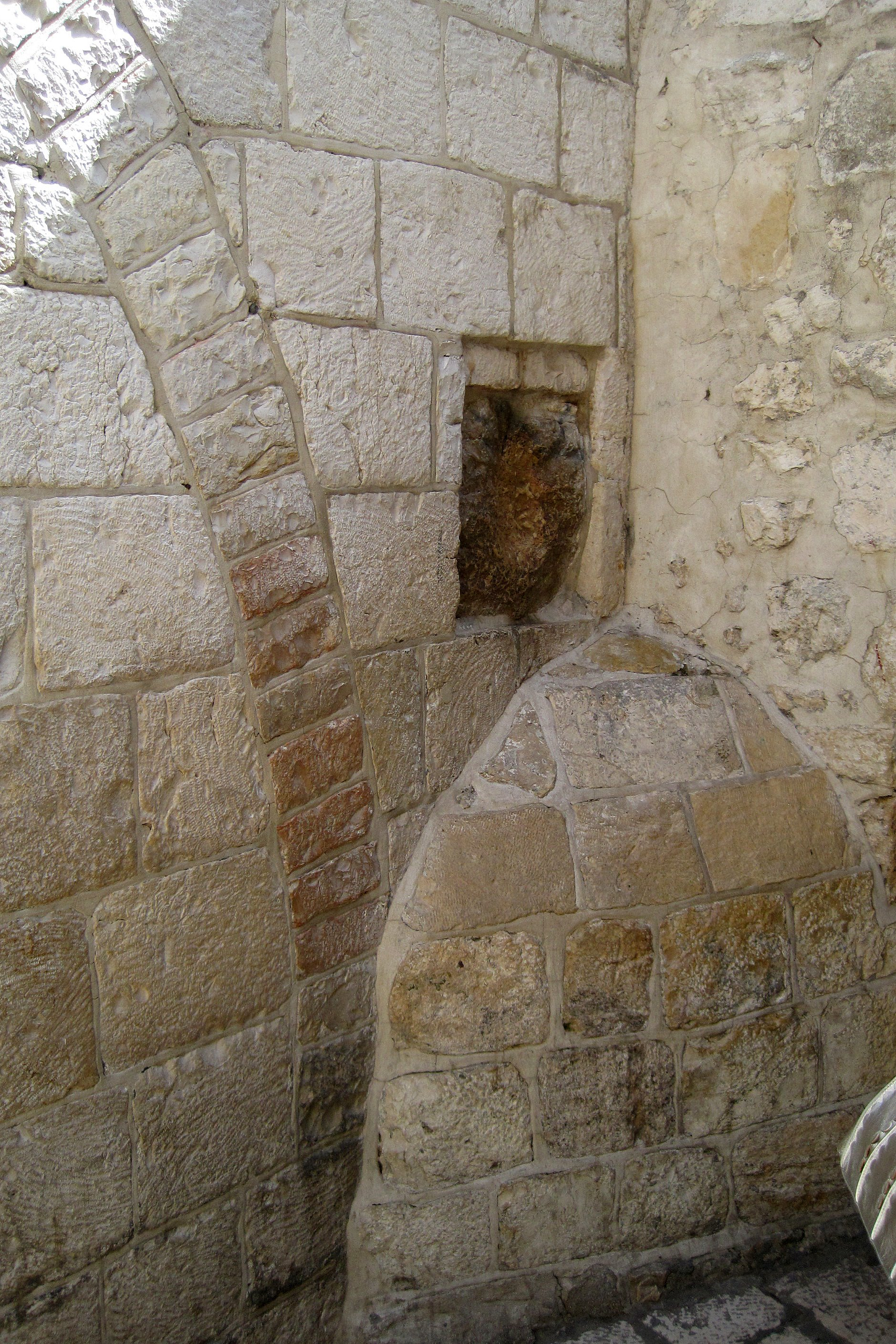
Empreinte de la main de Jésus.

Station VI
L'église Sainte-Véronique préserve la mémoire de la rencontre entre Jésus et Véronique, dont on peut aussi voir le tombeau. C'est à l'occasion de cette sainte rencontre que Véronique essuya la face du Christ avec un voile de soie et sur lequel se seraient imprimés les traits de son visage. Cette sainte relique serait gardée, depuis le VIIIe siècle dans la basilique Saint-Pierre de Rome.
Le site est acheté en 1883 par l'église grecque-catholique melkite qui y fait construire une église sur le site présumé de la maison de Véronique, habitation dont la tradition n'est attestée qu'à partir du XVe siècle. L'église est restaurée en 1953 par l'architecte italien Antonio Barluzzi. Une pierre en forme de colonne à gauche de l'entrée porte l'inscription latine 6 ST PIA VERONICA FACIEM CHRISTI LINTEO DETERCI, « la sixième station où la pieuse Véronique essuya la face du Christ avec un voile ».

L'église Sainte-Véronique.
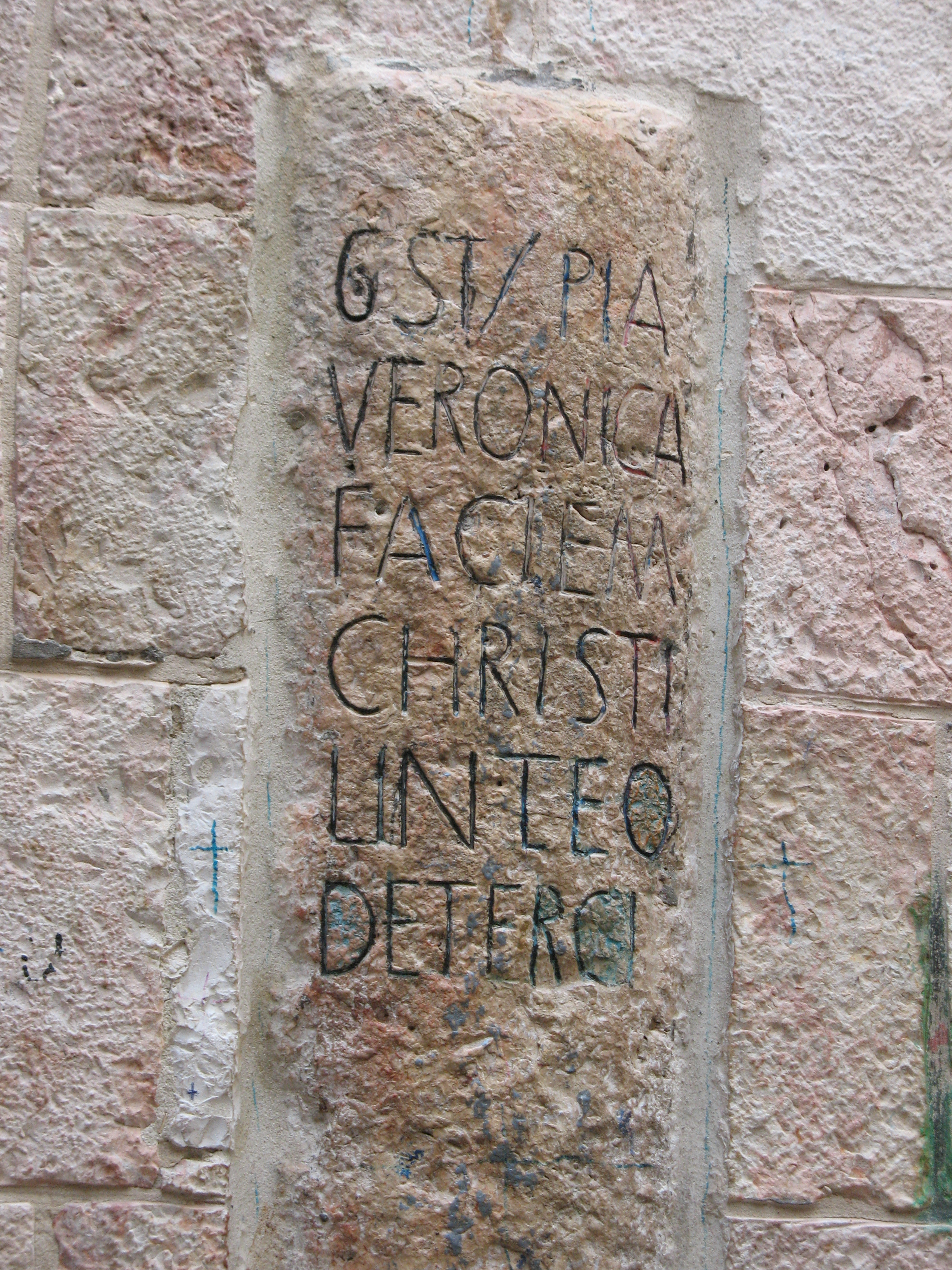

Station VII

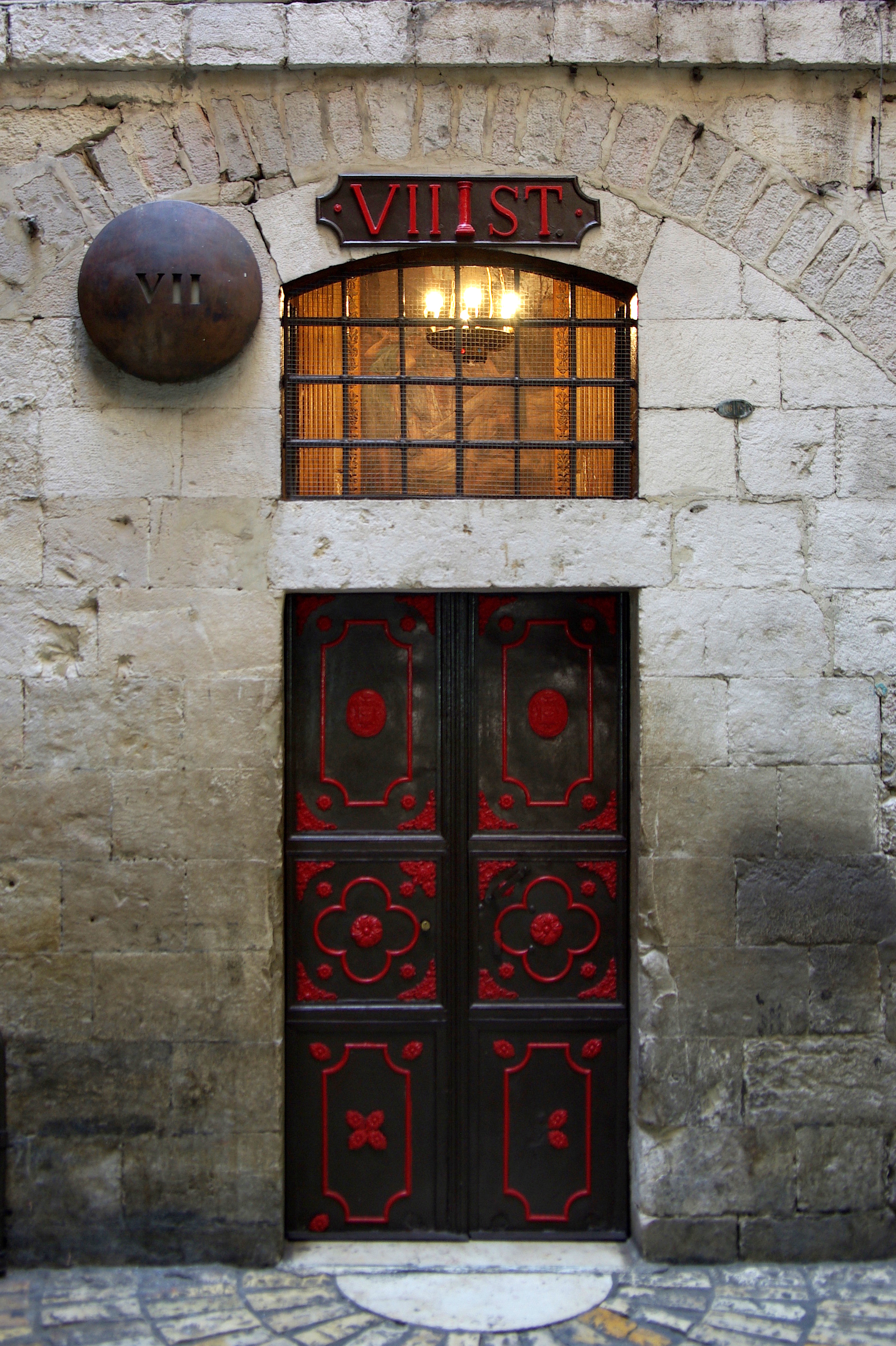
Porte d'entrée de la chapelle franciscaine.

Le lieu de la deuxième chute de Jésus, situé au croisement de le Via Dolorosa et de la pittoresque et vivante rue du Marché, est marqué par une chapelle franciscaine construite en 1875. Selon la tradition, il s'agit de la « porte du Jugement » ou « porte du Procès » par laquelle Jésus sortit de Jérusalem pour être crucifié, à l’extérieur de la ville, et où sa condamnation à mort aurait été rendue publique. Selon une tradition ultérieure, Jésus serait tombé sur le pas de cette porte mais les Russes orthodoxes revendiquent cette tradition dans une chapelle voisine leur appartenant.
À l’entrée, on distingue la base d’une colonne qui provient d'un tétrapyle du cardo maximus de la cité romaine de Jérusalem à l'époque de l'empereur Hadrien.
Station VIII

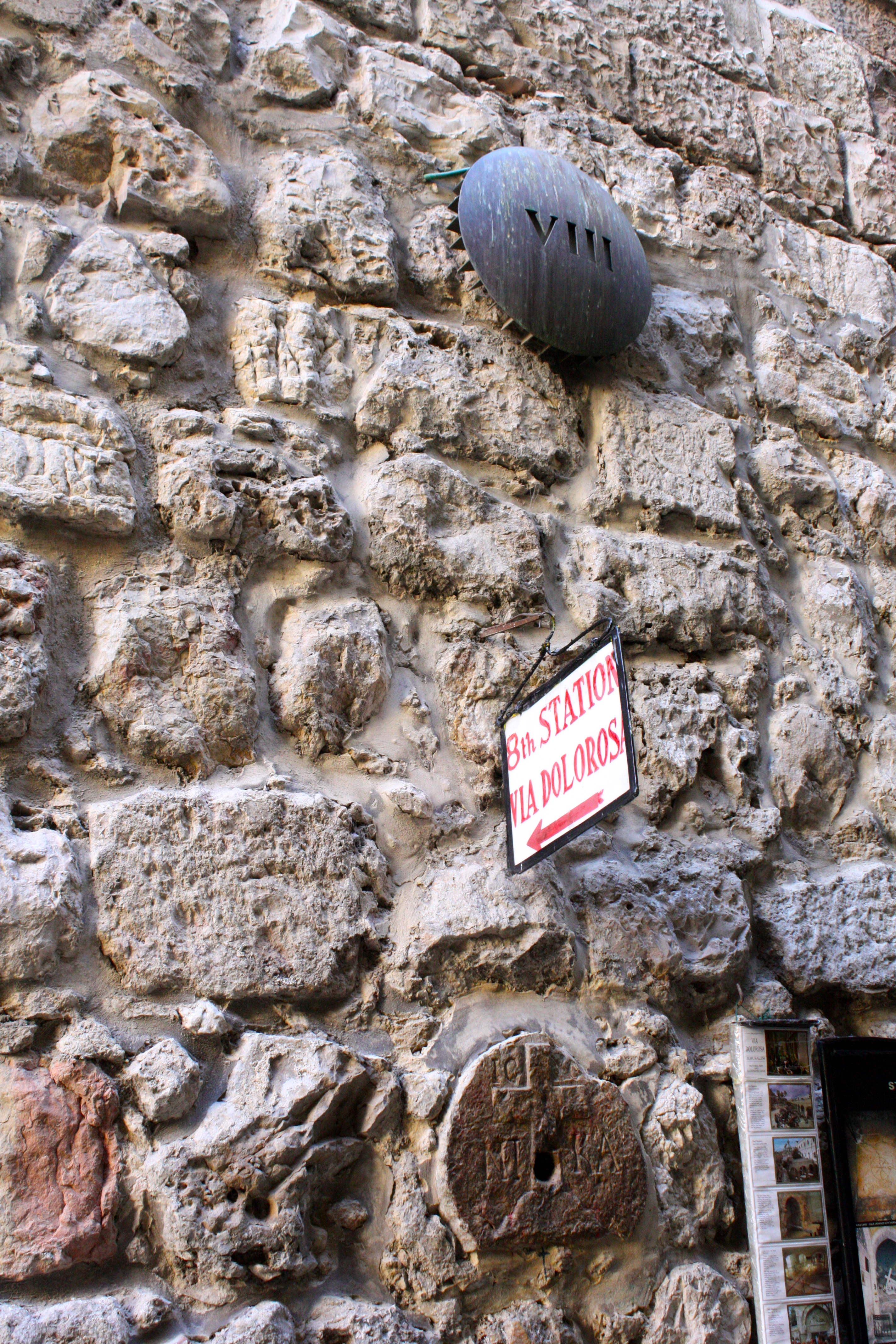
Croix sur le mur du monastère.

Sur le mur extérieur du monastère orthodoxe grec saint Charalampos (fermé au public) est sculptée une petite croix noircie par le temps. L’inscription en grec abrégé entre les branches de la croix IC XC NIKA signifie : « Jésus-Christ triomphant ».
C'est en ce lieu, fixé par une tradition du milieu du XIXe siècle, que Jésus rencontra les femmes pieuses. Ces femmes l’avaient suivi, en pleurant, sur le chemin du Calvaire. Cet épisode est raconté dans l'Évangile selon saint Luc au début du chapitre (Luc 23-27-28).
Station IX

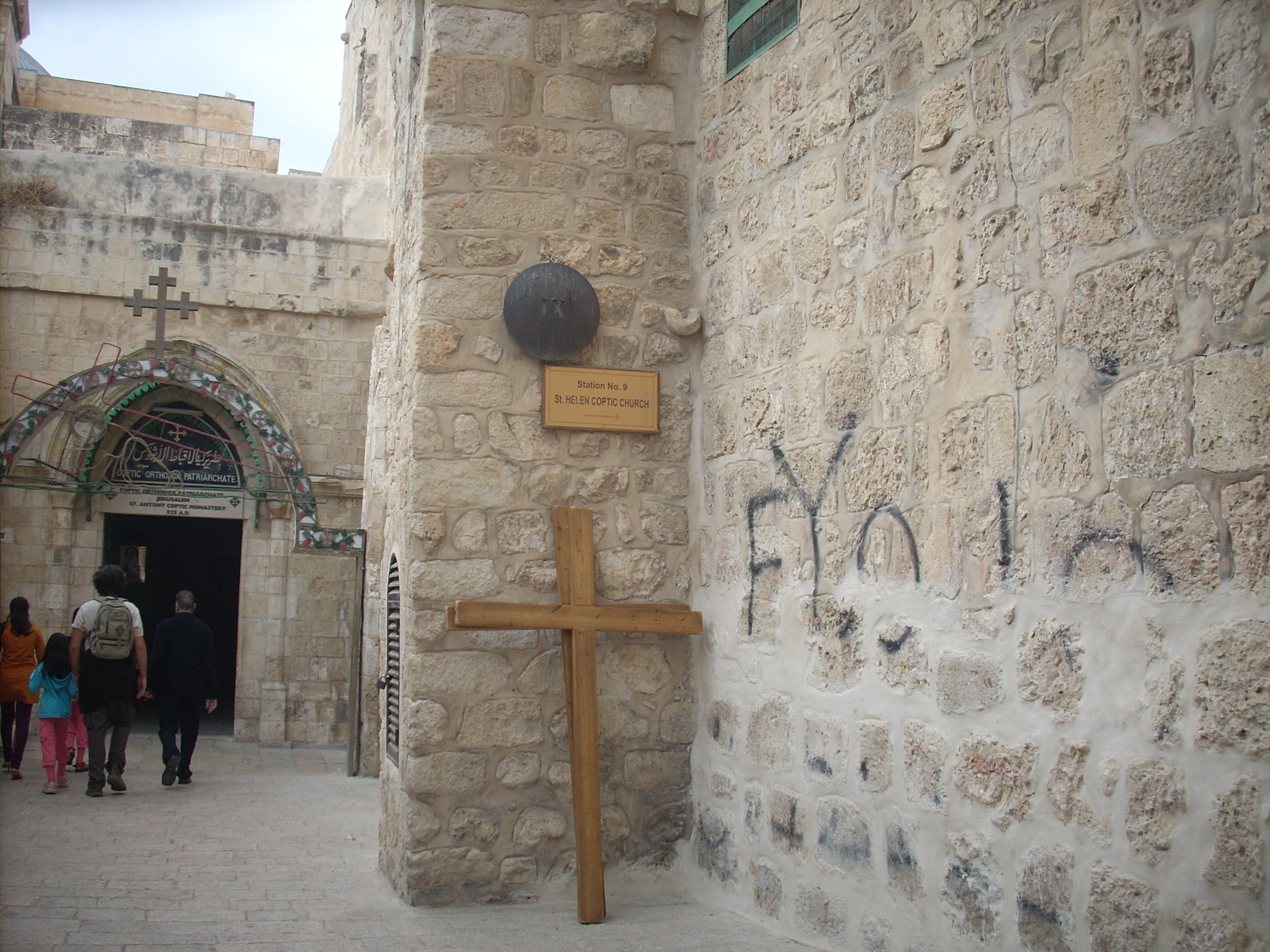
Neuvième station et en arrière-plan arche marquant l'entrée du complexe copte.

La neuvième station commémore la troisième et dernière chute de Jésus. À l'origine, l'emplacement était marqué par une colonne de l'ère romaine. Une dispute entre l'église orthodoxe russe qui revendique cette tradition au niveau de la mission Saint-Alexandre de Jérusalem et l'Église copte qui avait réussi au XIXe siècle à placer cette colonne sur un mur du monastère de Saint-Antoine, a conduit les autorités de Jérusalem à fixer la plaque marquant la tradition sur un contrefort de la chapelle copte de sainte Hélène.